# Brachyhesma triangularis
Brachyhesma triangularis là một loài Hymenoptera trong họ Colletidae. Loài này được Exley mô tả khoa học năm 1977.